# Névrose d'échec
La névrose d'échec, ou conduite d'échec, désigne un comportement de nature inconsciente face à une situation de compétition angoissante, qui conduit le sujet à une mise en faillite de ses propres désirs. Ces derniers peuvent avoir trait au contexte scolaire, professionnel, relationnel ou sentimental.

Dans la névrose d'échec, le sujet organise sa vie de façon à ne pas parvenir à ses fins, en surestimant les risques ou s'imposant des conditions surnuméraires. Ses conséquences peuvent conduire à une intolérance totale et systématique au succès, dans le cas même de projets normalement réalisables.

## Description
Le terme de « névrose d'échec » a été introduit par le psychanalyste français René Laforgue dans son ouvrage Psychopathologie de l'échec.
- dépression ;
- affections psychosomatiques ;
- conduite de renonciation pouvant survenir à la suite d'opportunités dont le patient perçoit les potentialités concrètes ;
- rêves itératifs (se répétant) ayant pour thème l'entrave ou l'échec à un examen (individu se préparant à une épreuve dans une conduite d'échec de forme mineure).